# Petter Hugsted
Alf Petter Hugsted, född 11 juli 1921 i Kongsberg, död 19 maj 2000 i Kongsberg, var en norsk backhoppare som tävlade för Kongsberg IF och fotbollsspelare i Norges B-landslag.

## Karriär
Under tyskarnas ockupation av Norge under andra världskriget var Petter Hugsted internerad i Grini fångläger (tyska: Polizeihäftlingslager Grini). 
Efter krigets slut kunde Hugsted igen koncentrera sig om sin idrott: backhoppningen. Han vann backhoppningstävlingen i Lahtisspelen 1947 före landsmannen Henry Amdahl och de finnarna backhopparna Alpo Heikkinen och Leo Laakso, som delade tredjeplatsen.
Petter Hugsted vann guldmedaljen i backhoppning vid Olympiska vinterspelen 1948 i St. Moritz före sin vän och klubbkompis, Birger Ruud. Han var 1,5 poäng före Ruud och 3,0 poäng före bronsmedaljören Thorleif Schjelderup, som därmed såg till att Norge tog en trippel i backhoppstävlingen. Hugsted hoppade 65 meter i första omgången och 70 meter i andra omgång, det längste hoppet i tävlingen. Eftersom de nordiska skid-VM hölls i år vid de olympiska spelen var också Hugsted med sitt OS-guld automatisk världsmästare. 
Samma år blev Petter Hugsted nummer 3 i Holmenkollen. Arne Hoel vann tävlingen före Thorleif Schjelderup. I Holmenkollen 1950 kopierade Hugsted insatset från två år tidigare och blev åter nummer 3 efter landsmännen Torbjørn Falkanger och Hans Bjørnstad.

## Utmärkelser
Petter Hugsted blev 1948 den förste till att bli tilldelad Norska sportjournalisternas statyett, som delas ut av Norska sportjournalisternas förbund. Med priset följer titeln Årets idrottare i Norge. I Kongsberg är en väg (Petter Hugsteds vei) uppkallad efter honom.

## Annat
Efter avslutad karriär byggde Hugsted, tillsammans med sin vän Birger Ruud, Kongsberg Skidmuseum. Museet har bland annat en unik samling troféer och medaljer.